# اصول و مبانی هنرهای تجسمی
اصول و مبانی هنرهای تجسمی کتابی از محمد حسین حلیمی است که در سال ۱۳۷۲ منتشر و در مراسم کتاب سال جمهوری اسلامی ایران به‌عنوان کتاب برگزیده معرفی شد.